# Aphyocharax
Genre
Aphyocharax est un genre de Characidés d'eau douce originaires d'Amérique du Sud.

## Description
D'après la description originale du genre 'alors classé dans la sous-famille des Tetragonoterinae :

« Ce genre appartient aux Tetragonopterinae et se distingue techniquement du genre Cheirodon par la présence de dents maxillaires. La nageoire dorsale est située au milieu de la longueur du corps, derrière les ventrales ; l'anale est plutôt longue. Le corps est oblong, couvert d'écailles de taille modérée. La ligne latérale est visible uniquement sur une partie des écailles. L'abdomen est arrondi avant les ventrales. La fente de la bouche est étroite ; le maxillaire est court ; l'intermaxillaire, le maxillaire et les mandibules présentent une seule série de dents pointues, celles de l'intermaxillaire ayant un petit lobe d'un côté ou des deux ; toutes les autres dents semblent être simplement pointues. »

— Günther (traduction de l'original en anglais)

## Liste d'espèces
Selon World Register of Marine Species (27 mars 2025) :
- Aphyocharax agassizii (Steindachner, 1882)
- Aphyocharax alburnus (Günther, 1869)
- Aphyocharax anisitsi Eigenmann & Kennedy, 1903 — Nageoires sanglantes
- Aphyocharax brevicaudatus Brito, Guimarães, Carvalho-Costa & Ottoni, 2019
- Aphyocharax colifax Taphorn & Thomerson, 1991
- Aphyocharax dentatus Eigenmann & Kennedy, 1903
- Aphyocharax erythrurus Eigenmann, 1912
- Aphyocharax gracilis Fowler, 1940
- Aphyocharax nattereri (Steindachner, 1882)
- Aphyocharax pusillus Günther, 1868
- Aphyocharax rathbuni Eigenmann, 1907
- Aphyocharax yekwanae Willink, Chernoff & Machado-Allison, 2003

On peut trouver quelquefois Aphyocharax affinis, Aphyocharax ipacarayensis, Aphyocharax rubripinnis ou Aphyocharax rubropinnis, et Phoxinopsis typicus, qui sont des synonymes de Aphyocharax anisitsi.

## Systématique
Le nom valide complet (avec auteur) de ce taxon est Aphyocharax Günther, 1868.
Aphyocharax a pour synonymes :
- Aphyocarax
- Notropocharax Marini, Nichols & LaMonte, 1933
- Phoxinopsis Regan, 1907

## Étymologie
Le nom générique est formé de « aphyo » qui vient de « aphýē » (en grec ἀφύη), qui signifie « petit alevin » (c'est-à-dire petit poisson), faisant référence à la petite taille de A. pusillus qui est l'espèce type du genre ; et de « Charax » qui est le genre typique des Characiformes, et qui est dérivé de « chárax » (en grec. χάραξ), qui signifie « pieu pointu d'une palissade », faisant référence aux dents pointues et serrées chez ces taxons. C'est une formation de nom de racine couramment utilisée dans cet ordre.

## Publication originale
- Günther, A. (1868). Diagnoses of some new freshwater fishes from Surinam and Brazil, in the collection of the British Museum. Annals and Magazine of Natural History (Series 4). v. 1 (no. 6) (art. 56): 475-481; [(en) lire en ligne (page consultée le 27 mars 2025)] .